# Trembling Before G-d
Trembling Before G-d é um documentário estadunidense de 2001 sobre judeus ortodoxos gays e lésbicas que tentam reconciliar sua sexualidade com sua fé. O filme foi dirigido por Sandi Simcha DuBowski, um estadunidense que queria comparar as atitudes dos judeus ortodoxos para com a homossexualidade com a sua própria criação como um judeu conservador gay.
O filme recebeu dez indicações para prêmios, vencendo sete, incluindo o de melhor documentário nos festivais de cinema de Chicago e de Berlim em 2001. No entanto, alguns criticaram-no por mostrar uma visão parcial de como o judaísmo ortodoxo percebe a homossexualidade. Entre os críticos estão o rabino-chefe da África do Sul, Warren Goldstein, e o porta-voz da organização Haredi Agudath, rabino Avi Shafran.
O documentário é, em grande parte, em inglês, mas também há passagens em iídiche e em hebreu. Trembling Before G-d mostra as vidas de diversos judeus ortodoxos gays e lésbicas e traz entrevistas com rabinos e psicoterapeutas sobre as atitudes do judaísmo ortodoxo para com a homossexualidade. Durante os seis anos de produção, DuBowski conheceu centenas de judeus gays, mas apenas alguns concordaram em serem filmados, por medo de serem condenados ao ostracismo em suas comunidades. Muitos dos que concordaram em ser entrevistados tiveram seus rostos pixelizados. A maioria dos entrevistados é judeu estadunidense, sendo um britânico e outra israelense. O filme logrou êxito nas bilheterias, lucrando quase 800 mil dólares, apesar de ter estado em cartaz em apenas oito salas de cinema.

## Contexto
Apesar da existência de uma variedade de visões quanto à homossexualidade na comunidade ortodoxa, o judaísmo ortodoxo na maioria das vezes proíbe a conduta homossexual. Embora haja um desacordo quanto às práticas que devem ser proibidas, todos os judeus ortodoxos colocam certas atividades homossexuais, como o sexo anal, na categoria de yehareg ve'al ya'avor, ou "morrer ao invés de transgredir" — uma pequena categoria de atos proibidos na Bíblia (que incluem apostasia, assassinato, idolatria, adultério e incesto) que um judeu ortodoxo é obrigado a se autossacrificar ao invés de cometer.
A familiaridade com estudos sociológicos e biológicos, assim como o contato com judeus homossexuais, fez com que alguns líderes ortodoxos desenvolvessem um ponto de vista mais simpático à questão, definindo a homossexualidade como uma doença mental ao invés de transgressão moral e defendendo o tratamento ao invés da prisão. Na edição de 1974 da Encyclopaedia Judaica, o rabino Norman Lamm, um dos líderes do movimento judaísmo ortodoxo moderno, defendeu o tratamento: "O judaísmo não permite transigência em seu repúdio à sodomia, mas encoraja tanto a compaixão quanto os esforços para a reabilitação". Lamm comparou os homossexuais aos suicidas (também um pecado segundo a lei judaica), argumentando que em ambos os casos seria irresponsável jogar o pecador no ostracismo ou na cadeia, mas igualmente errado se a sociedade lhes desse "apoio aberto ou até mesmo tácito".
Quando o rabino ortodoxo Steven Greenberg anunciou publicamente sua homossexualidade, o rabino Moshe David Tendler, um dos líderes da Universidade Yeshiva, onde Greenberg havia sido ordenado rabino, declarou: "É muito triste que um indivíduo que frequentou nosso yeshivá descendeu ao nível do que consideramos uma sociedade depravada". Para Tendler, o anúncio de Greenberg afastava-o do movimento ortodoxo. "O que você é, é um judeu reformista", declarou.

## Sinopse
Trembling Before G-d entrevista e mostra a rotina de vários judeus ortodoxos gays e lésbicas; muitos não têm os rostos exibidos. O documentário também entrevista rabinos e psicólogos sobre as atitudes do judaísmo ortodoxo para com a homossexualidade. Os personagens entrevistados são:
- David, um médico de Los Angeles. Ele é um judeu ortodoxo praticante que passou quase uma década tentando conciliar sua homossexualidade com sua fé. Ele tentou diversas formas malsucedidas de "tratamento": comer figos, rezar e até mesmo usar uma faixa de borracha no pulso que era apertada toda vez que ele pensava em outros homens.[7] Durante o filme, ele decide visitar o rabino Chabad para quem havia anunciado sua homossexualidade pela primeira vez.[8]

- Israel, um nova-iorquino de 58 anos de idade. Ele decidiu que não poderia mais conciliar sua sexualidade e sua fé e decidiu abandonar a religião. Antes disso, sua família havia forçado-o a passar por terapia de eletrochoque na esperança de curá-lo. Israel trabalha como guia turístico nos bairros Haredi de Nova Iorque. O documentário acompanha-o enquanto ele guia turistas, visita um psicanalista e decide, no 25.° aniversário de seu relacionamento com seu companheiro, ligar para seu pai, um rabino de 98 anos de idade com quem ele não falava há mais de duas décadas.[9]

- Michelle, uma nova-iorquina em seus 40 anos de idade. Ela acreditava ser a única lésbica de toda a comunidade chassídica do mundo e, por conseguinte, decidiu se casar como forma de esconder sua sexualidade. No entanto, acabou se divorciando e acabou sendo proscrita de sua família e de sua comunidade quando eles descobriram que ela era lésbica. O filme mostra-a visitando seu antigo bairro e uma feira ortodoxa.[10]

- Steven Greenberg, chamado de "o primeiro rabino ortodoxo gay do mundo". É um dos fundadores da Jerusalem Open House, uma organização que defende os direitos LGBT em Israel, oferecendo apoio a judeus ortodoxos gays e suas famílias.",[11] Ele discute as reações dos pais à saída do armário de seus filhos, assim como as interpretações tradicionais da proibição da homossexualidade pela Torá.

- Shlomo Ashkenazy, um psicoterapeuta gay que lidera um grupo de apoio secreto para homens ortodoxos gays há quase duas décadas.[9] Ele é entrevistado sobre os efeitos da interpretação ortodoxa da Torá nos fiéis homossexuais e as reações dos rabinos aos judeus gays.[12]

- Mark, o filho de um rabino Haredi inglês. Ele saiu do armário aos 15 anos de idade, foi expulso de sete yeshivás por conduta homossexual, acabou se tornando uma drag queen, adquiriu o vírus HIV e agora luta contra a AIDS. Ele visita vários yeshivás e outros locais religiosos.[13] Apesar de tudo, ele permanece otimista, dizendo: "Ser judeu é um bom presente para se receber".

- "Malka" e "Leah" (nomes fictícios), duas judias ortodoxas lésbicas que estão juntas há 10 anos. A família de Malka não aceita a relação delas. Elas conversam abertamente sobre suas vidas no filme e discutem o medo que têm de que não ficarão juntas no pós-vida. O filme mostra-as se preparando para o sabá e Leah aconselhando uma lésbica chassídica que teme que seu marido descubra seu segredo e tire os filhos do casal do convívio dela.[9]

- "Devorah" (nome fictício), uma chassídica lésbica que mora em Israel. Por ser casada com um homem, ela só concordou em aparecer no documentário se não pudesse ser identificada. Assim sendo, apenas sua silhueta é vista e sua voz foi eletronicamente modificada. Ela considera seu casamento de 20 anos uma farsa e diz que só consegue suportar a vida de casal com a ajuda de antidepressivos.[14] O filme acompanha-a enquanto ela participa da parada do orgulho gay pela primeira vez, onde é agredida pela fala anti-ortodoxa dos locutores.

## Produção
Sandi Simcha DuBowski estava documentando a direita cristã quando começou a examinar sua própria criação como um judeu conservador gay. Ele iniciou a documentar em vídeo sua busca por homossexuais na comunidade ortodoxa. Sobre o processo de produção do documentário, DuBowski disse: "Eu acho que só ficou claro para mim que eu estava fazendo este filme quando conheci pessoas que foram expulsas de casa e de seus yeshivás, que estavam traindo seus esposos. Então, para mim, [o documentário] assumiu um nível enorme de responsabilidade para com as pessoas que eu conheci, para com a questão e para com a comunidade". Ele encontrou milhares de pessoas, mas apenas algumas poucas concordaram em aparecer no filme, visto que a maioria tinha medo de serem expulsas de suas comunidades. Mesmo quando estava entrevistando pessoas que concordaram em aparecer no filme, DuBowski teve que esconder os equipamentos de filmagens para que os vizinhos delas não soubessem que estavam participando de um documentário. Como resultado, o documentário demorou seis anos para ficar pronto.
Não há narração; Trembling Before G-d adota o estilo cinema verdade. O filme também mostra quadros em silhuetas de práticas religiosas judaicas, como o sabá. O idioma predominante no documentário é o inglês, mas há passagens subtituladas em iídiche e em hebreu. Há também passagens subtituladas no dialeto "Yeshivish", termos técnicos em iídiche utilizados pelos estudantes dos yeshivás. Por exemplo, posek é traduzido como "juiz da lei judaica" e daven é traduzido como "oração".
O título do documentário é uma alusão à palavra Haredi (hebraico: חֲרֵדִי‎), que pode ser traduzida como "aquele que tremula" em respeito a Deus. A ortografia da palavra Deus no título do filme reflete a prática judaica de evitar escrever o nome de Deus. Ao omitir a segunda letra, a palavra não é escrita na íntegra, eliminando assim a possibilidade de acidentalmente profanar o nome de Deus, o que violaria um dos 613 mandamentos do judaísmo.

## Recepção

### Comercial e crítica
Trembling Before G-d foi lançado em 21 de outubro de 2001 em Nova Iorque, onde quebrou o recorde da sala de cinema Film Forum, arrecadando mais de 5.500 dólares em seu primeiro dia em cartaz. Segundo o Box Office Mojo, o filme arrecadou no total 788.896 dólares nas bilheterias durante o período em que esteve em cartaz nos Estados Unidos. Trembling Before G-d foi bem recebido pelos críticos; um deles escreveu: "Com seu testemunho de angústia e alegria, Trembling é um tributo ao espírito humano e não às instituições que buscam defini-lo". 89% das críticas ao filme compiladas pelo Rotten Tomatoes foram positivas, o que fez dele o 34.° filme mais bem avaliado pelo website em 2001. No Metacritic, o filme recebeu uma nota de 66 de um máximo possível de 100, o que indica "críticas geralmente favoráveis".

### Religiosa
Trembling Before G-d teve grande impacto na comunidade judia ortodoxa do mundo, onde sua recepção foi mista. Várias sinagogas ortodoxas patrocinaram exibições do filme, incluindo em Israel. O rabino-chefe da África do Sul, Warren Goldstein, descreveu o filme como "intelectualmente superficial", afirmando que sua "caricatura unilateral do judaísmo ortodoxo não estimula debate intelectual significativo". Um rabino entrevistado por DuBowski reclamou que o filme "nos faz parecer mesquinhos e fanáticos". Arthur A. Goldberg, diretor da organização de ex-gays judeus JONAH, escreveu uma carta ao editor do jornal Jerusalem Post lamentando a "suposição tendenciosa e defeituosa do filme [de] que a atração por pessoas do mesmo sexo é irreversível" e que "pontos de vista discordantes foram, nas palavras do crítico, 'deixados no chão da sala de edição de DuBowski'". O psicólogo clínico Adam Jessel, um judeu ortodoxo, comentou que "o filme captura incisivamente o tormento daqueles divididos entre suas crenças religiosas e suas atrações por pessoas do mesmo sexo. Não se pode deixar de sentir compaixão pelos entrevistados de DuBowski, que desesperadamente sentem falta de seus estilos de vidas, comunidades e famílias no mundo ortodoxo. Infelizmente, o filme de DuBowski vai mais longe. Está implícito no filme a mensagem de que a homossexualidade é desejável e que a única luta dos entrevistados é para ter suas escolhas aceitas e validadas pela comunidade".
De maneira semelhante, nenhuma organização Haredi saiu em favor de Trembling Before G-d. O rabino Avi Shafran, porta-voz da Agudath Israel of America, uma das maiores organizações de judeus Haredi do mundo, criticou o filme numa nota intitulada "Dissimulando Diante de D-us". Ele defende que a homossexualidade pode ser curada através de terapia e que o filme promove esse "estilo de vida":
DuBowski defende que não são levantadas bandeiras políticas em Trembling Before G-d "além da mitigação da imensa quantidade de dor que as pessoas estão sentindo" e que o judaísmo é retratado carinhosamente. De fato, vários frequentadores de cinema demonstraram interesse em se converter à religião após assistirem ao filme.

### Indicações e prêmios
| Ano  | Grupo                                       | Prêmio                                      | Resultado |
| ---- | ------------------------------------------- | ------------------------------------------- | --------- |
| 2001 | Festival de Cinema Judaico de Washington    | Prêmio da Audiência ― Menção Especial       | Venceu    |
| 2001 | Festival Sundance de Cinema                 | Prêmio do Grande Júri                       | Indicado  |
| 2001 | Festival de Cinema Gay e Lésbico de Seattle | Prêmio da Audiência ― Documentário Favorito | Venceu    |
| 2001 | Outfest Los Angeles                         | Prêmio do Grande Júri ― Melhor Documentário | Venceu    |
| 2001 | Festival Internacional de Cinema de Chicago | Placa Dourada                               | Venceu    |
| 2001 | Festival de Berlim                          | Prêmio Don Quixote ― Menção Especial        | Venceu    |
| 2001 | Festival de Berlim                          | Prêmio Teddy ― Melhor Filme                 | Venceu    |
| 2002 | Glitter Awards                              | Melhor Documentário segundo a Imprensa Gay  | Venceu    |
| 2002 | Independent Spirit Awards                   | Prêmio "Mais Verdadeiro Que a Ficção"       | Indicado  |
| 2003 | GLAAD Media Awards                          | Melhor Documentário                         | Venceu    |
| 2004 | Satellite Awards                            | Melhor Documentário em DVD                  | Indicado  |

## Legado
O DVD do filme foi lançado em 2003 e contém muitos extras, tais como entrevistas com DuBowski e o rabino Steven Greenberg. Há também um minidocumentário mostrando as reações ao filme em todo o mundo e o que aconteceu com as pessoas que foram retratadas no documentário. O tempo total de duração dos extras é mais de duas horas, mais longo do que o próprio documentário.
Após uma doação de Steven Spielberg, os criadores do filme lançaram o Projeto Educacional Trembling Before G-d, com o intuito de educar professores e rabinos ortodoxos sobre a homossexualidade, assim como realizar a primeira Conferência Ortodoxa de Saúde Mental sobre a Homossexualidade e treinar facilitadores com a finalidade de exibir o filme aos líderes comunitários. Mais de 2.000 diretores de ensino, educadores e conselheiros estudantis assistiram a exibições do filme nas escolas religiosas de Israel. Estima-se que o filme tenha sido visto por cerca de 8 milhões de pessoas em todo o mundo. Após o sucesso de Trembling before G-d, DuBowski produziu um documentário sobre fiéis muçulmanos gays, intitulado A Jihad for Love.